# 箕浦信勝
箕浦 信勝（みのうら のぶかつ、1964年9月 - ）は、日本の言語学者。専門はアサバスカ語学、手話言語学。
東京外国語大学総合国際学研究院（言語文化部門・言語研究系）准教授。

## 略歴
1988年、東京外国語大学外国語学部ロシヤ語学科卒業、1993年、北海道大学大学院文学研究科修士課程修了、1994年、同博士課程中退。
1994年4月、東京外国語大学外国語学部助手、同講師、助教授を経て現職。

## 研究業績
- A Preliminary Typology of Wh-Questions.『東京外国語大学論集第68号』2004.
- Classifiers as Bipartite Stems. 東京外国語大学語学研究所論集第9号. 2004.
- 「日本の北アメリカ的言語：日本手話」『東京外国語大学百周年記念論文集』1999.